# Rhynchostele madrensis
Rhynchostele madrensis là một loài thực vật có hoa trong họ Lan. Loài này được (Rchb.f.) Soto Arenas & Salazar miêu tả khoa học đầu tiên năm 1993.

## Hình ảnh

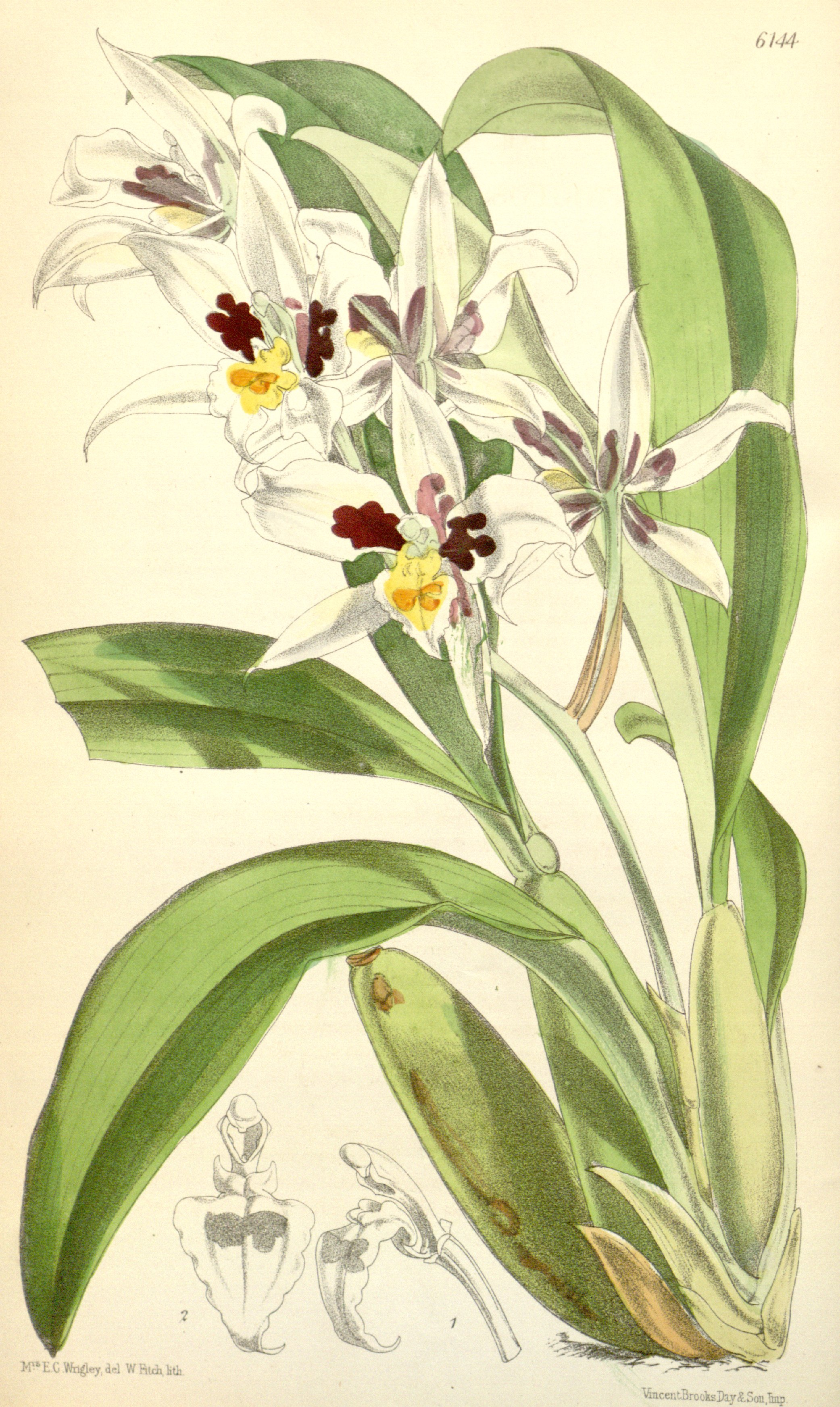